# Ian Stewart (matematikus)
Ian Nicholas Stewart (Kent, 1945. szeptember 24. –) brit matematikus, népszerű tudományos és tudományos-fantasztikus író, az angliai Warwicki Egyetem matematika professzor emeritusa.

## Tanulmányai és fiatalkora
Stewart 1945-ben született az angliai Folkestone-ban. A folkestone-i Harvey Grammar School hatodik osztályában a matematikatanár figyelmét felkeltette. A tanár Stewartot felkészülés nélkül próbavizsgáztatta A-level vizsgára a felső hatodikos diákokkal együtt; Stewart első helyezést ért el a vizsgán. A Cambridge-i Churchill College egyetemi hallgatójaként ösztöndíjat kapott a Cambridge-i Egyetemre, ahol a matematikai triposzt tanulta, és 1966-ban matematikából első osztályú Bachelor of Arts diplomát szerzett. Stewart ezután a Warwicki Egyetemre ment, ahol a Lie-algebrákról szóló PhD-jét Brian Hartley felügyelte, és 1969-ben fejezte be.

## Karrier és kutatás
PhD-je után Stewartnak tudományos állást ajánlottak a Warwickban. Jól ismert a matematika népszerű kifejtéséről és a katasztrófaelmélethez való hozzájárulásáról.
Warwicki tanulmányai alatt Stewart szerkesztette a Manifold című matematikai magazint. 1991 és 2001 között a Scientific American magazin „Mathematical Recreations” című rovatát is írta. Ez olyan korábbi rovatvezetők munkáját követte, mint Martin Gardner, Douglas Hofstadter és A. K. Dewdney. Összesen 96 rovatot írt a Scientific American számára, amelyeket később a „Math Hysteria”, a „How to Cut a Cake” és a „How to Cut a Cake: And Other Mathematical Conundrums” és „Cows in the Maze” című könyvekben nyomtattak újra.
Vendégtanárként dolgozott Németországban (1974), Új-Zélandon (1976) és az Egyesült Államokban (University of Connecticut 1977-78, University of Houston 1983-84).
Stewart több mint 140 tudományos cikket publikált, köztük egy Jim Collins-szal közösen írt nagy hatású tanulmánysorozatot a kapcsolt oszcillátorokról és az állati járás szimmetriájáról. 
Stewart Jack Cohennel és Terry Pratchett-tel négy népszerű tudományos könyvön dolgozott együtt, amelyek Pratchett Korongvilágán alapulnak. 1999-ben Terry Pratchett Jack Cohent és Ian Stewart professzort is a „Láthatatlan Egyetem tiszteletbeli varázslóivá” avatta ugyanazon az ünnepségen, amelyen a Warwicki Egyetem Terry Pratchettet is díszdoktorrá avatta.
2014 márciusában jelent meg az App Store-ban Ian Stewart iPad-alkalmazása, az Incredible Numbers by Professor Ian Stewart. Az alkalmazás a Profile Books és a Touch Press együttműködésével készült.

### Matematika és népszerű tudomány
- Manifold(wd), mathematical magazine published at the University of Warwick(wd) (1960s)
- Nut-crackers: Puzzles and Games to Boggle the Mind (Piccolo Books) with John Jaworski, 1971. ISBN 978-0-330-02795-3
- Concepts of Modern Mathematics(wd) (1975)
- Oh! Catastrophe (1982, in French)
- Does God Play Dice? The New Mathematics of Chaos(wd) (1989)[21]
- Game, Set and Math (1991)
- Fearful Symmetry (1992)
- Another Fine Math You've Got Me Into (1992)
- The Collapse of Chaos: Discovering Simplicity in a Complex World(wd), with Jack Cohen(wd) (1995)
- Nature's Numbers: The Unreal Reality of Mathematics (1995)
- What is Mathematics?(wd) – originally by Richard Courant and Herbert Robbins(wd), second edition revised by Ian Stewart (1996)
- From Here to Infinity(wd) (1996), originally published as The Problems of Mathematics (1987)
- Figments of Reality(wd), with Jack Cohen(wd) (1997)
- The Magical Maze: Seeing the World Through Mathematical Eyes (1998) ISBN 0-471-35065-6
- Life's Other Secret (1998)
- What Shape is a Snowflake? (2001)
- Flatterland(wd) (2001) ISBN 0-7382-0442-0 (See Flatland(wd))
- The Annotated Flatland(wd) (2002)
- Evolving the Alien: The Science of Extraterrestrial Life(wd), with Jack Cohen(wd) (2002). Second edition published as What Does a Martian Look Like? The Science of Extraterrestrial Life.
- Math Hysteria (2004) ISBN 0-19-861336-9
- The Mayor of Uglyville's Dilemma (2005)
- Letters to a Young Mathematician(wd) (2006) ISBN 0-465-08231-9
- How to Cut a Cake: And Other Mathematical Conundrums (2006) ISBN 978-0-19-920590-5
- Why Beauty Is Truth: A History of Symmetry(wd) (2007) ISBN 0-465-08236-X
- Taming the infinite: The story of Mathematics from the first numbers to chaos theory (2008) ISBN 978-1-84724-181-8
- Professor Stewart's Cabinet of Mathematical Curiosities (2008) ISBN 1-84668-064-6
- Professor Stewart's Hoard of Mathematical Treasures: Another Drawer from the Cabinet of Curiosities (2009) ISBN 978-1-84668-292-6
- Cows in the Maze: And Other Mathematical Explorations (2010) ISBN 978-0-19-956207-7
- The Mathematics of Life(wd) (2011) ISBN 978-0-465-02238-0
- In Pursuit of the Unknown: 17 Equations That Changed the World(wd) (2012) ISBN 978-1-84668-531-6[22]
- Symmetry: A Very Short Introduction (2013) ISBN 978-0-19965-198-6
- Visions of Infinity: The Great Mathematical Problems (2013) ISBN 978-0-46502-240-3
- Professor Stewart's Casebook of Mathematical Mysteries (2014) ISBN 978-1-84668-348-0
- Incredible Numbers by Professor Ian Stewart (iPad app) (2014)
- Calculating the Cosmos: How Mathematics Unveils the Universe (2016) ISBN 978-1-78125-718-0
- Infinity: A Very Short Introduction (2017), Oxford University Press.
- Significant Figures: The Lives and Work of Great Mathematicians(wd) (2017) ISBN 978-0-465-09612-1
- Do Dice Play God? The Mathematics of Uncertainty (2019), Profile Books.
- What's the use ?: How mathematics shapes everyday life? (2021), Basic Books.
- What's the use ?: The Unreasonable Effectiveness of Mathematics (2021), Profile Books.

### Számítógépes programozás
- Easy Programming for the ZX Spectrum (1982), with Robin Jones, Shiva Publishing Ltd., ISBN 978-0-906812-23-5
- Computer Puzzles For Spectrum & ZX81 (1982), with Robin Jones, Shiva Publishing Ltd., ISBN 978-0-906812-27-3
- Timex Sinclair 1000: Programs, Games, and Graphics, with Robin Jones, Birkhäuser, ISBN 978-3-7643-3080-4
- Spectrum Machine Code (1983), with Robin Jones, Shiva Publishing Ltd., ISBN 978-0-906812-35-8
- Further Programming for the ZX Spectrum (1983), with Robin Jones, Shiva Publishing Ltd., ISBN 978-0-906812-24-2
- Gateway to Computing with the ZX Spectrum (1984), Shiva Publishing Ltd., ISBN 978-1-85014-053-5

### Science of Discworldsorozat
- The Science of Discworld, with Jack Cohen(wd) and Terry Pratchett
- The Science of Discworld II: The Globe, with Jack Cohen and Terry Pratchett
- The Science of Discworld III: Darwin's Watch, with Jack Cohen and Terry Pratchett
- The Science of Discworld IV: Judgement Day, with Jack Cohen and Terry Pratchett

### Tankönyvek
- Catastrophe Theory and its Applications, with Tim Poston, Pitman, 1978. ISBN 0-273-01029-8.
- The Foundations of Mathematics, 2nd Edition, Ian Stewart, David Tall. Oxford University Press, 2015. ISBN 978-0-19-870643-4
- Algebraic number theory and Fermat's last theorem, 4th Edition, Ian Stewart, David Tall. Chapman & Hall/CRC, 2015 ISBN 978-1-49-873839-2
- Complex Analysis, 2nd Edition, Ian Stewart, David Tall. Cambridge University Press, 2018. ISBN 978-1-10-843679-3
- Galois Theory, 5th Edition, Chapman & Hall/CRC, 2022 ISBN 978-10-3210159-0 Galois Theory Errata for 3rd Edition

### Science fiction
- Wheelers, with Jack Cohen (fiction)
- Heaven, with Jack Cohen, ISBN 0-446-52983-4, Aspect, May 2004 (fiction)

### Természettudomány és matematika
- (2007) „Mathematics: Some assembly needed”. Nature 448 (7152), 419. o. DOI:10.1038/448419a. PMID 17653179.
- (2006) „Still light-years away from articulating the infinite”. Nature 441 (7095), 812. o. DOI:10.1038/441812e. PMID 16778864.
- (2005) „Schrödinger's mousetrap”. Nature 433 (7023), 200–201. o. DOI:10.1038/433200a. PMID 15662394.
- (2004) „Nonlinear dynamics: Quantizing the classical cat”. Nature 430 (7001), 731–732. o. DOI:10.1038/430731a. PMID 15306790.
- (2004) „Networking opportunity”. Nature 427 (6975), 601–604. o. DOI:10.1038/427601a. PMID 14961110.
- (2003) „Mathematics: The 24-dimensional greengrocer”. Nature 424 (6951), 895–896. o. DOI:10.1038/424895a. PMID 12931173.
- (2003) „Mathematics: Conjuring with conjectures”. Nature 423 (6936), 124–127. o. DOI:10.1038/423124a. PMID 12736663.
- (2003) „Mathematics: Regime change in meteorology”. Nature 422 (6932), 571–573. o. DOI:10.1038/422571a. PMID 12686981.

### Magyarul megjelent
- Tim Poston / Ian Stewart: * Katasztrófaelmélet és alkalmazásai (Catastrophe theory and its applications) – Műszaki, Budapest, 1985 · ISBN 9631050211 · fordította: Szép András
- A matematika problémái (The problems of mathematics) – Akadémiai, Budapest, 1991 · ISBN 9630560097 · fordította: Freud Róbert
- A természet számai : A matematikai képzelet irreális realitása (Nature's Numbers) – Kulturtrade, Budapest, 1995 · ISBN 9637826661 · fordította: Bacsó Gábor
- Ian Stewart / Vann Joines: A TA-MA (TA Today: A New Introduction to Transactional Analysis) – Grafit, Budapest, 1998 · ISBN 9638548827 · fordította: Sineger Annamária
- A végtelen megszelídítése : A matematika története (Taming the infinite) – Helikon, Budapest, 2008 · ISBN 9789632271699 · fordította: Körmendy Ágnes

### Díjak és kitüntetések
1995-ben Stewart megkapta a Michael Faraday-díjat, 1997-ben pedig ő tartotta a Royal Institution karácsonyi előadását A mágikus labirintusról (The Magical Maze). 2001-ben a Royal Society tagjává választották. Stewart volt az első, aki 2008-ban megkapta a Christopher Zeeman-érmet, amelyet a [Londoni Matematikai Társaság|[London Mathematical Society]] (LMS) és az Institute of Mathematics and its Applications (IMA) közösen ítélt oda a matematika népszerűsítéséért végzett munkájáért.

## Magánélete
Stewart 1970-ben feleségül vette Avrilt. Egy partin találkoztak egy házban, amelyet Avril bérelt, miközben ápolónőnek tanult. Két fiuk van. Szabadidős tevékenységei közé tartozik a sci-fi, festészet, gitár, haltartás, geológia, egyiptológia és felszíni búvárkodás.

## Fordítás
- Ez a szócikk részben vagy egészben  az   Ian Stewart (mathematician) című angol Wikipédia-szócikk fordításán alapul.  Az eredeti cikk szerkesztőit annak laptörténete sorolja fel. Ez a jelzés csupán a megfogalmazás eredetét és a szerzői jogokat jelzi, nem szolgál a cikkben szereplő információk forrásmegjelöléseként.